# 柏氏蝴蝶魚
柏氏蝴蝶魚（學名：Chaetodon burgessi），又稱波斯蝴蝶魚，為輻鰭魚綱鱸形目蝴蝶魚科的其中一種。

## 分布
本魚分布於西太平洋區，包括菲律賓、馬來西亞、印尼、密克羅尼西亞、帛琉、東加、新幾內亞等海域。

## 深度
水深40－80公尺。

## 特徵
本魚呈方圓形，吻短，體色白色，身上有三條寬斜黑帶，第一條通過眼睛，第二條從額頭延伸經鰓蓋後方到胸鰭附近，第三條從第一背鰭硬棘的起點起包括整個背鰭到臀鰭的柔軟部。另外體側還密佈著排列整齊的淡色斑點。尾鰭透明，背鰭具白色邊。背鰭硬棘13枚、背鰭軟條18至19枚；臀鰭硬棘3枚、臀鰭軟條15至16枚。體長可達14公分。

## 生態
本魚棲息於較深的海域，常成對出現柳珊瑚或黑珊瑚茂盛的峭壁上，屬肉食性，以無脊椎動物為食。

## 經濟利用
為高經濟價值觀賞性魚類，常出現在水族館。